# ジョルジョ・アミトラーノ
ジョルジョ・アミトラーノ（Giorgio Amitrano、1957年10月31日 - )は、イタリア共和国マルケ州アンコーナ県イェージ生まれの日本文学者、翻訳家。

## 経歴
1957年、ナポリ東洋大学を卒業。卒業後は、同大学政治科学部で、近現代における日本語・日本文化・日本文学の教授を務める。2010年11月より同学部長。2012年、イタリア外務省よりイタリア文化会館東京の館長に任命され、翌年着任。
雑誌Poeticaの副編集長を務め、2004年からは造形芸術と文芸をテーマとする月刊誌Paragoneに寄稿。このほか、コリエーレ・デラ・セラ、ラ・レプッブリカ、イル・マニフェスト、Alias（イル・マニフェスト社が出している週刊新聞）、 L'indice dei libri del mese、Nuovi argomentiといったイタリアの主要な新聞・雑誌に文化記事を書いている。また2011年まで11年間、ヴィアレッジョ賞の選考委員を務めた。
Italian School of East Asian Studies 『The New Japanese Novel: Popular Culture and Literary Tradition in the Work of Murakami Haruki and Yoshimoto Banana』（1996年)、および『Il mondo di Banana Yoshimoto』（Feltrinelli、1999年、2007年増補）を監修。ジョゼッタ・フィオローニ（Giosetta Fioroni）の画集『I miei cani』（2007年）に序文を、DVDボックス『須賀敦子 静かなる魂の旅』（2010年）にエッセイを寄せている。これまでに、よしもとばなな、村上春樹、川端康成、井上靖らの作品を多数翻訳している。

## 受賞・栄典
- 2008年：グリンツァーネ・カヴール賞（Premio Grinzane Cavour）翻訳賞を受賞。
- 2008年：第12回野間文芸翻訳賞を受賞。

## 訳書
- 村上春樹
  - Tokyo Blues / Feltrinelli、1993年（ノルウェイの森』）
  - Dance Dance Dance / Einaudi、1998年（『ダンス・ダンス・ダンス』）
  - La ragazza dello Sputnik / Einaudi、2001年（『スプートニクの恋人』）
  - Tutti i figli di Dio danzano / Einaudi、2005年（『神の子どもたちはみな踊る』）
  - Norwegian Wood / Einaudi、2006年（Tokyo Bluesを改題、『ノルウェイの森』）
  - Kafka sulla spiaggia / Einaudi、2008年（『海辺のカフカ』）
  - 1Q84 / Einaudi、2011年（『1Q84』）

- よしもとばなな
  - Kitchen / Feltrinelli、1991年（『キッチン』）
  - N.P. / Feltrinelli、1993年（『N・P』）
  - Sonno profondo / Feltrinelli、1994年（『白河夜船』）
  - Lucertola / Feltrinelli、1995年（『とかげ』）
  - Amrita / Feltrinelli、1997年（『アムリタ』）
  - Honeymoon / Feltrinelli、1999年（『ハネムーン』）
  - H.H. / Feltrinelli、2001年（『ハードボイルド/ハードラック』）
  - Presagio triste / Feltrinelli、2003年（『哀しい予感』）
  - Il corpo sa tutto / Feltrinelli、2004年（『体は全部知っている』）
  - Ricordi di un vicolo cieco / Feltrinelli、2006年（『デッドエンドの思い出』）
  - Chie-chan e io / Feltrinelli、2008年（『チエちゃんと私』）

- その他
  - Cronaca della luna sul monte e altri racconti / Marsilio Editori、1989年（中島敦 『山月記』他）
  - Una notte sul treno della Via Lattea e altri racconti / Marsilio Editori、1994年（宮沢賢治 『銀河鉄道の夜』他）
  - Prima neve sul Fuji / Arnoldo Mondadori Editore、2000年（川端康成 『富士の初雪』）
  - Il paese delle nevi / Mondadori、2003年（川端康成 『雪国』）
  - Il fucile da caccia / Adelphi、2004年（井上靖 『猟銃』）
  - Amore / Adelphi、2006年（井上靖 『愛』）

## 論集・論攷
- The New Japanese Novel: Popular Culture and Literary Tradition in the Work of Murakami Haruki and Yoshimoto Banana、Italian School of East Asian Studies、1996年
- Il mondo di Banana Yoshimoto、Feltrinelli、1999年（2007年新版）
- 『「山の音」こわれゆく家族』 みすず書房、2007年

## 映画出演
マリオ・マルトーネ（Mario Martone）ら5人の監督による連作映画『I vesuviani』（1997年）の第5話 La Salita に、観光ガイド役でゲスト出演している。